# ФК Ювентус (Малчика)
ФК „Ювентус“ (Малчика) е футболният отбор на село Малчика, община Левски, област Плевен, България.
Създаден е през 1946 г. Отборът е носил имената „Юнак“ и „Левски“ до 1995 година, когато се преименува на „Ювентус“, със специалното разрешение на съименниците си от ФК „Ювентус“, Торино и спонсориран от тях.
„Ювентус“ играе домакинските си мачове в село Малчика, стадионът се казва „Георги Кърчев“, наречен на основателя на футбола в селото. Капацитетът на стадиона е 1000 места.
Отборът се състезава в „А“ ОФГ Плевен и неизменно е в тройката на класирането, 2 пъти участва в Северозападната „В“ аматьорска група.
Треньор на отбора е Радослав Йорданов. Има и детски отбор, който е многократен шампион на областта през изминалите години. Девизът на отбора е Vittoria-o-morte! („Победа или смърт“).